# Munawir di Negeri Sembilan
Tuanku Munawir Tuanku Abdul Rahman (Kuala Pilah, 22 marzo 1922 – Seremban, 14 aprile 1967) è stato Yang di-Pertuan Besar di Negeri Sembilan in Malaysia dal 1960 al 1967.

## Biografia
Munawir di Negeri Sembilan a Kuala Pilah il 22 marzo 1922 ed era il figlio maggiore di Abdul Rahman e della sua prima moglie Tunku Mahar un-nisa binti Tengku Membang. Venne educato presso la Malay School di Seri Menanti, il Malay College di Kuala Kangsar, la King George V School di Seramban e la School of Oriental and African Studies di Londra.
Il 6 luglio 1934 il padre lo nominò Tunku Muda di Serting. Negli anni ebbi diversi incarchi sia civili che militari. Fu reggente del Negeri Sembilan dal 31 agosto al novembre 1954, mentre il padre era all'estero e dal 3 settembre 1957 al 5 aprile 1960, mentre il padre era Yang di-Pertuan Agong.
Fu proclamato Yang di-Pertuan Besar il 5 aprile 1960, qualche giorno dopo la morte del padre. Venne formalmente investito il 17 aprile dell'anno successivo presso la Balairong Sri dell'Istana Besar di Seri Menanti.
Si sposò ed ebbe sei figli, un maschio e cinque femmine.
Morì all'Istana Hinggap di Seremban il 14 aprile 1967. Fu sepolto nel cimitero reale di Seri Menanti il 18 aprile 1967. Essendo il figlio maggiore, Tunku Muhriz, appena diciottenne il primo ministro federale Tunku Abdul Rahman suggerì di proclamare sovrano il suo fratello minore, Jaafar. Alla morte di quest'ultimo, divenne Yang di-Pertuan Besar Tunku Muhriz.